# Ángel Cabrera Latorre
Ángel Cabrera Latorre (Madrid, 19 de febrero de 1879-La Plata, 7 de julio de 1960) fue un zoólogo y paleontólogo español emigrado a Argentina y nacionalizado argentino en 1925, dedicado a la taxonomía de los mamíferos aportando importantes avances, principalmente en España, Marruecos y Argentina. Su hijo Ángel Lulio Cabrera también fue un destacado naturalista.

## Infancia y formación
Ángel Cabrera estudió en la Universidad Central de Madrid la carrera de Filosofía y Letras, en la que se doctoró en 1900.

## Carrera profesional: etapa española
Cabrera trabajó en el Museo Nacional de Ciencias Naturales de Madrid desde 1902 por invitación del director de esa institución, Ignacio Bolívar (1850-1944). En el MNCN trabajó hasta 1925, primero como naturalista agregado hasta 1912, y recolector, disector primero y finalmente como naturalista agregado de la Sección de Osteozoología y responsable de las colecciones de mamíferos.
Durante varios años el territorio norteafricano fue el destino de sus trabajos, siendo jefe de dos expediciones científicas: una en 1919 al Rif y otra en 1921 a Marruecos Occidental. Participó también en otras como la de 1923 a la parte occidental del Protectorado español que dirigió el ornitólogo y almirante de la Marina Británica H. Lynes, en la que Ángel Cabrera tuvo a su cargo el estudio de los mamíferos e insectos.
En esta etapa española Cabrera escribió cerca de 25 libros y más de cien publicaciones en revistas científicas de todo el mundo. Su primer trabajo en las Actas de la Sociedad Española de Historia Natural lo publicó a los 18 años. En 1914 publicó su gran obra Fauna Ibérica - Mamíferos y entre 1919 y 1925 Genera Mammalium, otro de sus trabajos más importantes. En su Manual de Mastozoología (1922) aparece por primera vez el término mastozoología en vez del de teriología o mammalogía. En 1932, como resultado de sus estudios norteafricanos citados antes, publica Los mamíferos de Marruecos. Ilustró sus propios libros, dado que era pintor y dibujante.
Fue miembro, entre otras, de la Real Sociedad Española de Historia Natural, donde fue bibliotecario (1904-1919) y secretario general (1919-1925), de la Zoological Society de Londres (1907); de la Boston Society of Natural History (1929); de la Comisión Internacional de Nomenclatura Zoológica (desde 1930); académico de la Real Academia de Ciencias Exactas, Físicas y Naturales (1931); miembro correspondiente del American Museum of Natural History de Nueva York (1943); miembro de honor de la American Society of Mammology de los Estados Unidos (1947); miembro honorario extranjero de la Zoological Society de Londres (1947); académico correspondiente de la Academia Nacional de Ciencias Exactas, Físicas y Naturales de Buenos Aires (1950), etc.
En 1906 el zoólogo británico Oldfield Thomas le dedicó la especie Microtus cabrerae (el Topillo de Cabrera), un roedor endémico de la península ibérica. También llevan su nombre la subespecie de Mirlo Común endémica de la isla de Madeira (Turdus merula cabrerae) o una subespecie de Puma de la Patagonia (Puma concolor cabrerae), entre otras.

## Carrera profesional: etapa argentina
Tras emigrar en 1925 y nacionalizarse argentino ese mismo año, Cabrera trabajó en el Instituto del Museo de La Plata por invitación de Luis María Torres (1878-1937) como jefe del departamento de paleontología. A partir de 1930 fue profesor en la Facultad de Agronomía y Veterinaria de la Universidad de Buenos Aires. Realizó estudios sobre fauna fósil argentina: el Megaterio, cetáceos, ciervos, camélidos, jaguares y marsupiales.
Cabrera descubrió el primer dinosaurio jurásico de América del Sur en la Patagonia, iniciando así la serie de descubrimientos que han hecho de esta región una de las más ricas en yacimientos de dinosaurios. Dirigió las tesis de Matilde Dogopol de Sáenz, Andreína Bocchino, Enriqueta Vinacci y Dolores López Aranguren, las primeras paleontólogas de América del Sur.
En esta etapa, sin embargo, también se dedicó a las especies de mamíferos presentes en la actualidad, las cuales representaban su campo de investigación predilecto. Así, se dedicó, entre otros, al caballo criollo, los perros cimarrones y el puma. Era un defensor de la fauna autóctona y llamó la atención sobre los peligros de las introducciones de organismos alóctonos. También fue defensor del establecimiento de reservas en los espacios naturales para proteger los ecosistemas nativos.
Actualmente la Academia Nacional de Ciencias Exactas, Físicas y Naturales y la Sociedad Argentina para el Estudio de los Mamíferos conceden premios que llevan su nombre.
Fue vicedirector de la Academia Nacional de Ciencias Exactas, Físicas y Naturales de Buenos Aires y profesor en la Facultad de Agronomía y Veterinaria de la Universidad de Buenos Aires, cargos de los que sería dejado cesante en 1955 durante la dictadura autodenominada Revolución Libertadora, en razón de escritos presentados en Buenos Aires apoyando las ideas republicanas durante la guerra civil española.

## Obras

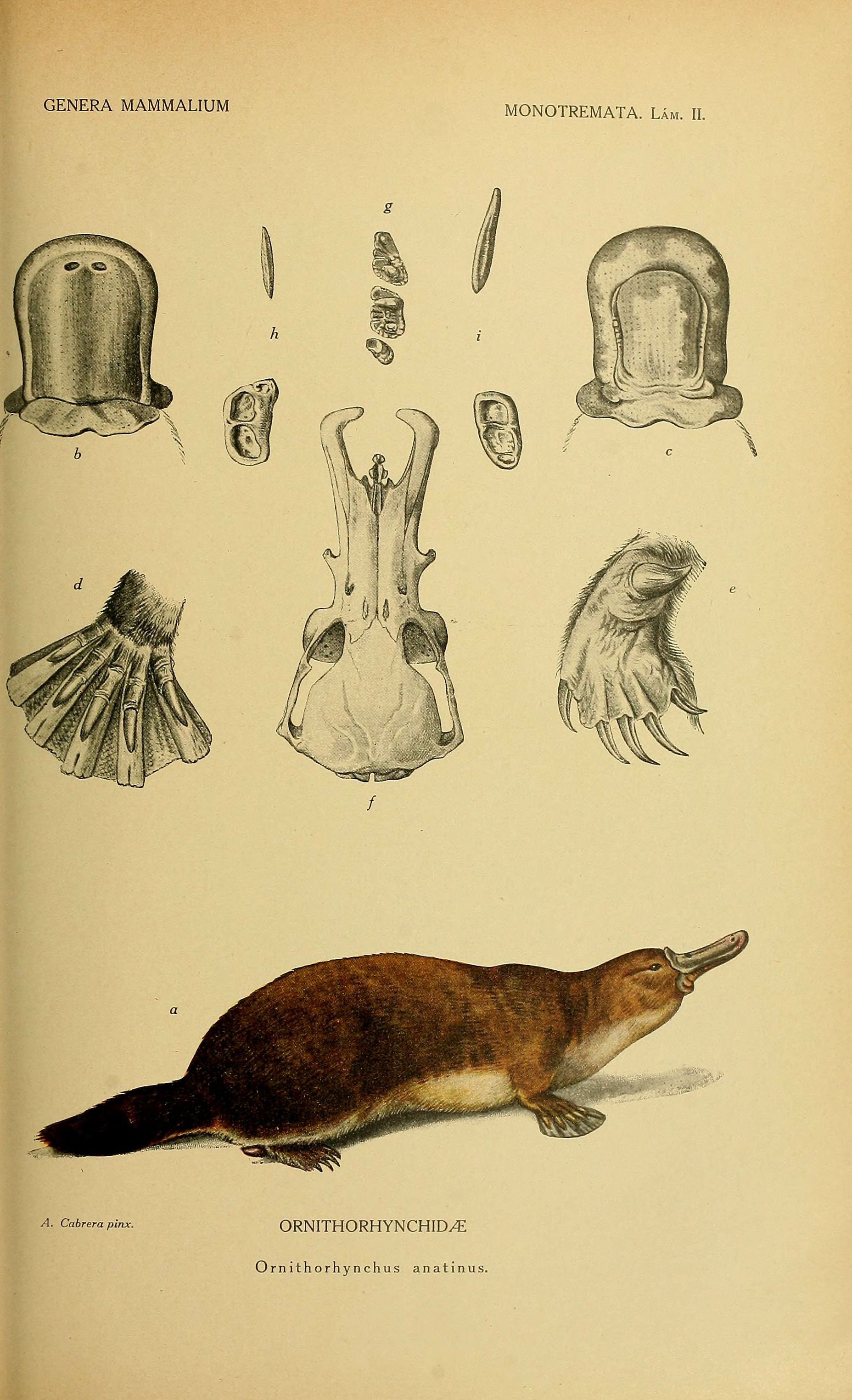
Ilustración de Ornithorhynchus anatinus en el tratado Genera Mammalium (Cabrera, 1919).

En total, sumando sus etapas española y argentina, escribió 27 libros, más de 200 publicaciones científicas y más de 400 artículos en publicaciones nacionales e internacionales en revistas del prestigio de Proceedings of Biological Society of Washington; Journal of Mammalogy; Proceedings of Zoological Society of London; Annales and Magazine of Natural History de Inglaterra; y en las diferentes publicaciones de la Sociedad Española de Historia Natural de Madrid.
- Fauna Ibérica. Mamíferos (1914)
- Genera Mammalium (1919)
- Manual de mastozoología (1922)[7]
- Los mamíferos de Marruecos (1932)
- Zoología (1938)
- Mamíferos sudafricanos (1943)
- Caballos de América (1945)

Según Carrazoni (1995) sus obras de zoología más importantes fueron:
- CABRERA, Ángel. 1931. Sinopsis de los quirópteros argentinos.
- CABRERA, Ángel. 1932. Sinopsis de los cánidos argentinos.
- CABRERA, Ángel. 1932. El perro cimarrón de la pampa argentina.
- CABRERA, Ángel. 1933. El caballo argentino.
- CABRERA, Ángel. 1934. Dos nuevos micromamíferos del norte argentino.
- CABRERA, Ángel. 1934. Los perros domésticos de los indígenas del norte argentino.
- CABRERA, Ángel. 1932. Los mamíferos de Marruecos. Madrid, España.
- CABRERA, Ángel y J YEPES. 1940. Mamíferos sudamericanos. Buenos Aires, Argentina. Este libro. publicado en colaboración, mereció el Primer Premio en Ciencias Naturales y Biológicas de la Comisión Nacional de Cultura. "Este notable libro, que a pesar de los años transcurridos no ha perdido vigencia, está profusamente ilustrado, pero Cabrera no pintó ni una sola lámina, todas pertenecen al pintor animalista C. Wiedner. También debe señalarse que en este libro sus autroes hacen una encendida defensa de la fauna autóctona y un llamado de atención sobre el peligro potencial de introducir animales sin control, desde otros países. Al mismo tiempo se destaca la necesidad de apoyar las reservas y los Parques Nacionales con argumentos que aún hoy -1995- son modernos".
- CABRERA, Ángel. 1945. Caballos de América. Editorial Sudamericana. "Es otra de las obras más importantes de Cabrera, basada en una documentación tan completa que aun hoy sería difícil conseguir -1995-. Si bien en todo el libro pone de manifiesto una idoneidad científica muy difícil de igualar, los capítulos siguientes son especialmente recomendables para los interesados en el tema: II) La extinción de los caballos indígenas, III) El antiguo caballo español y su introducción en el Nuevo Mundo; IV) El caballo en la historia de América; V) El caballo criollo de la Argentina; VI) Los baguales. El capítulo I; "Sobre el origen del caballo", dice "En la historia paleontológica del caballo quedan todavía páginas confusas y puntos dudosos, pero en líneas generales nos es ya bien conocida y uno de los hechos que resaltan como perfectamente comprobados es que la mayor parte de ella tuvo lugar en América. Para hablar con más exactitud fue en América donde vivió el primer antecesor conocido del noble cuadrúpedo y donde desarrolló la serie genealógica hasta llegar al género Equus, al que pertenece". Finaliza el capítulo escribiendo: "(...) lo que se destaca en la histori adel más noble de nuestros amigos irracionales como el hecho mejor demostrado, es que aunque su domesticación fue obra de los hombres del Viejo Mundo, el género al que pertenece había llegado allí desde América, donde se extinguió mucho antes de que el hombre llegase a alcanzar el grado de cultura preciso para comprender la utilidad de los animales como servidores y compañeros y, por consiguiente, para domesticarlos".

En los trabajos taxonómicos en Argentina, según Carrazoni (1995):
- CABRERA, Ángel. 1940. La nomenclatura zoológica en Veterinaria. Gaceta Veterinaria n.º 8 y 9. "El artículo tuvo notable repercusión no sólo en el ambiente veterinario sino también en el mundo de la medicina humana, porque se ocupaba, entre otras materias, de la parasitología animal que afecta al hombre".
- CABRERA, Ángel. 1941. El código de nomenclatura. "Que tuvo un eco similar al artículo anterior".

### Divulgación
Fue un gran divulgador de la zoología, y su intención era a menudo llegar al público no especializado. Entre sus obras divulgativas se cuentan Catálogo de los mamíferos de América del Sur, Zoología pintoresca, Historia de Leones o Los mamíferos extinguidos, con un lenguaje accesible para el lector no especializado.
Entre los trabajos de divulgación, según Carrazoni (1995):
- CABRERA, Ángel. 1929. Los mamíferos extinguidos.
- CABRERA, Ángel. 1929. Los mamíferos inspiradores del hombre.
- CABRERA, Ángel. 1929. Los mamíferos marinos.
- CABRERA, Ángel. 1950. Zoología pintoresca.

## Abreviatura (zoología)
La abreviatura A.Cabrera  se emplea para indicar a Ángel Cabrera Latorre como autoridad en la descripción y taxonomía en zoología.

No confundir con la abreviación botánica A. Cabrera que se refiere a su hijo Ángel L. Cabrera.